# باله‌پولکی کرمادک
باله‌پولکی کرمادک (نام علمی: Parma kermadecensis) نام یک گونه از تیره شقایق‌ماهیان است.